# Lijst van voetbalinterlands Bahrein - Verenigde Arabische Emiraten
Deze lijst van voetbalinterlands is een overzicht van alle officiële voetbalinterlands tussen de nationale teams van Bahrein en de Verenigde Arabische Emiraten. De landen hebben tot nu toe 32 keer tegen elkaar gespeeld, te beginnen met een wedstrijd om de Golf Cup of Nations 1974 op 18 maart 1974 in Koeweit. Het laatste duel, een kwalificatiewedstrijd oor het Wereldkampioenschap voetbal 2026, werd gespeeld in Dubai op 11 juni 2024.

## Wedstrijden
| №  | Plaats        | Datum             | Competitie                 | Wedstrijd                              | Uitslag |
| -- | ------------- | ----------------- | -------------------------- | -------------------------------------- | ------- |
| 1  | Koeweit       | 18 maart 1974     | Golf Cup of Nations 1974   | Bahrein − Verenigde Arabische Emiraten | 4 − 0   |
| 2  | Doha          | 27 maart 1976     | Golf Cup of Nations 1976   | Bahrein − Verenigde Arabische Emiraten | 3 − 2   |
| 3  | Abu Dhabi     | 16 januari 1979   | Vriendschappelijk          | Verenigde Arabische Emiraten − Bahrein | 2 − 0   |
| 4  | Bagdad        | 26 maart 1979     | Golf Cup of Nations 1979   | Bahrein − Verenigde Arabische Emiraten | 3 − 0   |
| 5  | Abu Dhabi     | 27 maart 1982     | Golf Cup of Nations 1982   | Verenigde Arabische Emiraten − Bahrein | 2 – 3   |
| 6  | Muscat        | 18 maart 1984     | Golf Cup of Nations 1984   | Verenigde Arabische Emiraten − Bahrein | 1 − 1   |
| 7  | Riffa         | 5 april 1986      | Golf Cup of Nations 1986   | Bahrein − Verenigde Arabische Emiraten | 1 − 3   |
| 8  | Riyad         | 3 maart 1988      | Golf Cup of Nations 1988   | Verenigde Arabische Emiraten − Bahrein | 2 − 0   |
| 9  | Koeweit       | 5 maart 1990      | Golf Cup of Nations 1990   | Bahrein − Verenigde Arabische Emiraten | 1 – 0   |
| 10 | Al Ain        | 30 mei 1992       | Azië Cup 1992 kwalificatie | Verenigde Arabische Emiraten − Bahrein | 3 − 1   |
| 11 | Doha          | 4 december 1992   | Golf Cup of Nations 1992   | Bahrein − Verenigde Arabische Emiraten | 0 − 2   |
| 12 | Abu Dhabi     | 12 november 1994  | Golf Cup of Nations 1994   | Verenigde Arabische Emiraten − Bahrein | 0 − 0   |
| 13 | Muscat        | 18 oktober 1996   | Golf Cup of Nations 1996   | Verenigde Arabische Emiraten − Bahrein | 1 − 1   |
| 14 | Riffa         | 11 april 1998     | WK 1998 kwalificatie       | Bahrein − Verenigde Arabische Emiraten | 1 − 2   |
| 15 | Sharjah       | 22 april 1997     | WK 1998 kwalificatie       | Verenigde Arabische Emiraten − Bahrein | 3 − 0   |
| 16 | Riffa         | 30 oktober 1998   | Golf Cup of Nations 1998   | Bahrein − Verenigde Arabische Emiraten | 0 − 1   |
| 17 | Riyad         | 26 januari 2002   | Golf Cup of Nations 2002   | Verenigde Arabische Emiraten − Bahrein | 1 − 2   |
| 18 | Sharjah       | 27 september 2003 | Vriendschappelijk          | Verenigde Arabische Emiraten − Bahrein | 1 − 4   |
| 19 | Koeweit       | 7 januari 2004    | Golf Cup of Nations 2003   | Verenigde Arabische Emiraten − Bahrein | 1 − 3   |
| 20 | Dubai         | 31 mei 2004       | Vriendschappelijk          | Verenigde Arabische Emiraten − Bahrein | 2 − 3   |
| 21 | Petaling Jaya | 27 juni 2007      | Vriendschappelijk          | Bahrein − Verenigde Arabische Emiraten | 2 − 2   |
| 22 | Abu Dhabi     | 29 augustus 2008  | Vriendschappelijk          | Verenigde Arabische Emiraten − Bahrein | 2 − 3   |
| 23 | Aden          | 29 november 2010  | Golf Cup of Nations 2010   | Verenigde Arabische Emiraten − Bahrein | 3 − 1   |
| 24 | Dubai         | 16 oktober 2012   | Vriendschappelijk          | Verenigde Arabische Emiraten − Bahrein | 6 − 2   |
| 25 | Riffa         | 8 januari 2013    | Golf Cup of Nations 2013   | Bahrein − Verenigde Arabische Emiraten | 1 − 2   |
| 26 | Canberra      | 15 januari 2015   | Azië Cup 2015              | Bahrein − Verenigde Arabische Emiraten | 1 − 2   |
| 27 | Al Ain        | 9 november 2016   | Vriendschappelijk          | Verenigde Arabische Emiraten − Bahrein | 2 − 0   |
| 28 | Abu Dhabi     | 5 januari 2019    | Azië Cup 2019              | Verenigde Arabische Emiraten − Bahrein | 1 − 1   |
| 29 | Dubai         | 16 november 2020  | Vriendschappelijk          | Verenigde Arabische Emiraten − Bahrein | 1 − 3   |
| 30 | Basra         | 7 januari 2023    | Golf Cup of Nations 2023   | Bahrein − Verenigde Arabische Emiraten | 2 − 1   |
| 31 | Riffa         | 21 november 2023  | WK 2026 kwalificatie       | Bahrein − Verenigde Arabische Emiraten | 0 − 2   |
| 32 | Dubai         | 11 juni 2024      | WK 2026 kwalificatie       | Verenigde Arabische Emiraten − Bahrein | 1 − 1   |

## Samenvatting
| Competitie            | Totaal gespeeld | Winst Bahrein | Gelijk | Winst V.A.E. | Doelsaldo Bahrein – V.A.E. |
| --------------------- | --------------- | ------------- | ------ | ------------ | -------------------------- |
| WK-kwalificatie       | 4               | 0             | 1      | 3            | 2 − 8                      |
| Azië Cup              | 2               | 0             | 1      | 1            | 2 − 3                      |
| Azië Cup-kwalificatie | 1               | 0             | 0      | 1            | 1 − 3                      |
| Golf Cup of Nations   | 17              | 7             | 3      | 7            | 22 − 26                    |
| Vriendschappelijk     | 8               | 4             | 1      | 3            | 17 − 18                    |
| Totaal                | 32              | 11            | 6      | 15           | 44 − 58                    |

Wedstrijden bepaald door strafschoppen worden, in lijn met de FIFA, als een gelijkspel gerekend.